# 溜
溜，又称熘，是一种烹调方法，常见于中国北方。 
溜一般是将主料炸（有的时候为炒）过后，另起锅，放入主料，加上勾芡的调味汁（称为卤汁）而成。
卤汁主要分红汁和白汁两大类。红汁为鲜醇的复合味，白汁为较清淡的简单鲜咸口味。卤汁的加入方式有：
- 浇汁：烹调出锅后从上面浇，如浇汁鱼；
- 卧汁：烹调出锅后放进卤汁翻滚；
- 泼汁：出锅之前加入，翻炒均匀。

特别的溜法：
- 焦溜：主料挂淀粉糊，用七八成热油炸至金黄，然后煸炒并勾芡，例如焦溜肉段。
- 滑溜，类似溜炒，但温度偏低，使用白汁，例如滑溜肉片。
- 糟溜：用糟汁调味者，如糟溜三白（鱼肉、猪里脊、虾肉）。
- 卤汁含醋或糖醋者，称为醋溜或糖醋溜，例如醋溜白菜。